# Gustavo (nome)
Gustavo é um nome italiano, português e espanhol derivado de Gustaf ou Gustav de origem sueca antiga que possivelmente significa "pessoal dos godos", que por sua vez é formado pelos elementos "Gautr", que quer dizer “Gótico”, e "stafr", que significa “pessoal”. É um nome comum para os monarcas suecos desde o reinado de Gustavo I da Suécia. Outra etimologia especula que o nome pode ter origem eslava, através do sueco "Gostislav", que significa convidado glorioso, é uma palavra composta pelos elementos "Gost", que significa convidado, e "slava" que significa glória. Outra vertente afirma que o nome Gustavo tem origem no nome sueco Gustaf, a partir do germânico latinizado Chustaffus, que quer dizer “protegido por Deus”.
É um dos nomes mais comuns na Suécia, e foi difundido pela Europa através do rei sueco Gustavo Adolfo II, vivido entre os anos de 1594 e 1632. Durante o seu reinado, ele ficou conhecido por suas ações em favor da causa protestante. Contribuiu também com novas formas de combate na guerra, otimizando a quantidade de passos para recarregar as armas, além de novas estratégias de ataque. Gustavo Adolfo II foi considerado um dos maiores guerreiros de sua época. Na Inglaterra o nome Gustavo ainda pode ser visto através da forma latinizada Gustavus.

## Pessoas notáveis
- Rei Gustavo I da Suécia
- Rei Gustavo Adolfo II

- Gustavo Kuerten, tenista brasileiro
- Gustavo Colonnetti, engenheiro e matemático italiano
- Gustavo Endres, jogador de voleibol
- Gustavo Díaz Ordaz, ex-presidente do México
- Gustavo A. Madero, participante da Revolução Mexicana
- Gustavo Cordera
- Gustavo Dezotti
- Gustavo Rojas Pinilla

## Locais com o nome Gustavo
- Gustavo A. Madero, México
- Aeroporto Internacional Gustavo Rojas Pinilla